# 伊達治家記錄
《伊達治家記錄》（羅馬字：Datejikekiroku）是伊達家編纂仙台藩的正史，記錄了伊達輝宗至伊達慶邦的歷史。
《性山公治家記錄》和《貞山公治家記錄》在元祿16年（1703年）完成，編纂者是田邊希賢，仙台市博物館和宮城縣圖書館藏有原本。
曾經出版的書籍名稱有：
- 《性山公・貞山公治家記録》，藩祖政宗公顕彰，1938年（昭和13年）
- 《性山公治家記録》，人物往来社，1967年（昭和42年）
- 《伊達治家記録》，宝文堂，1970年（昭和45年）